# Берг, Магнус
Магнус Берг (норв. Magnus Berg; 28 ноября 1666[…], Гудбрандсдаль, Оппланн — 31 марта 1739[…], Копенгаген) — норвежский скульптор, художник, резчик по дереву и слоновой кости, работавший при датском дворе.

## Биография

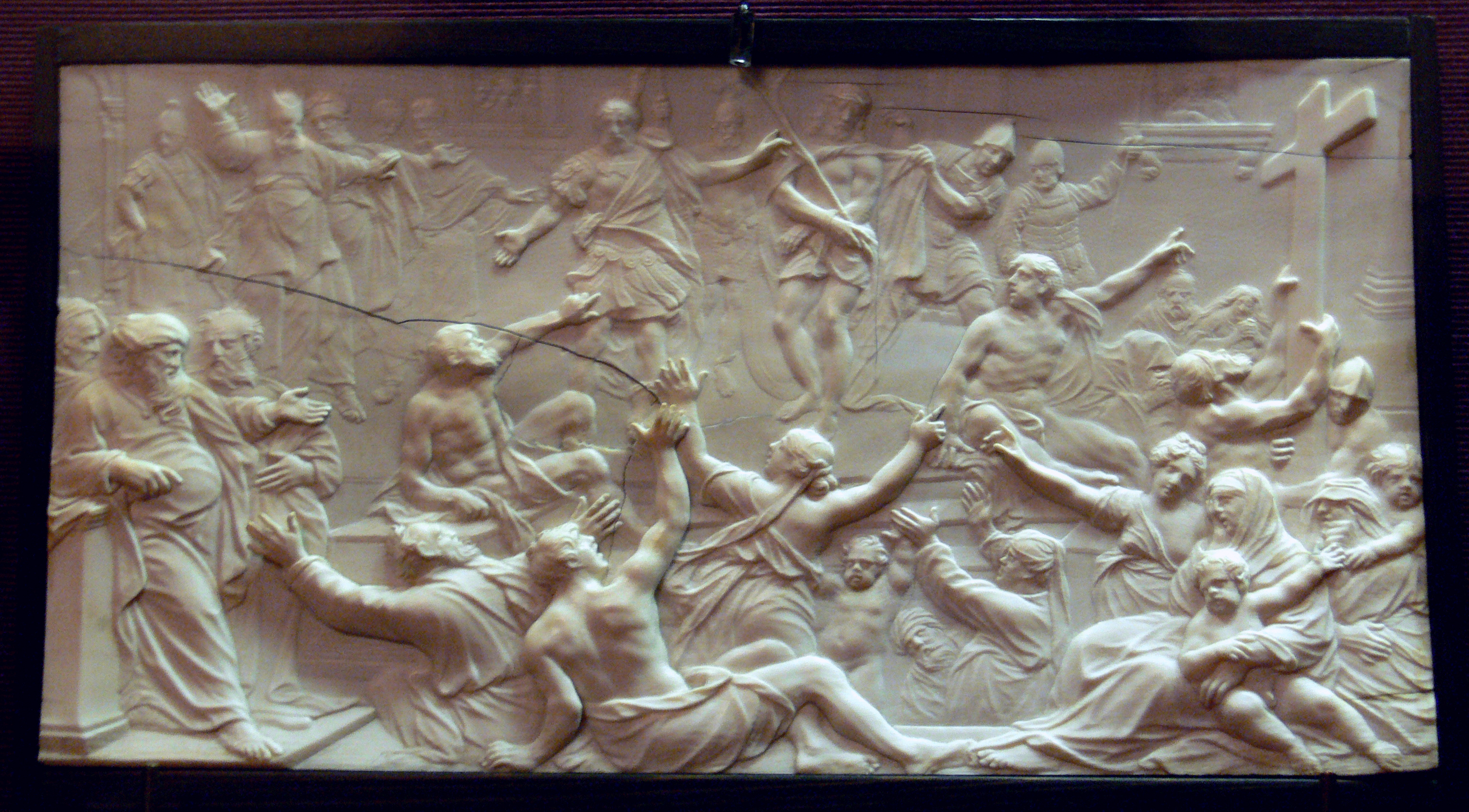
Ecce Homo, elfenbensrelieff av Magnus Berg

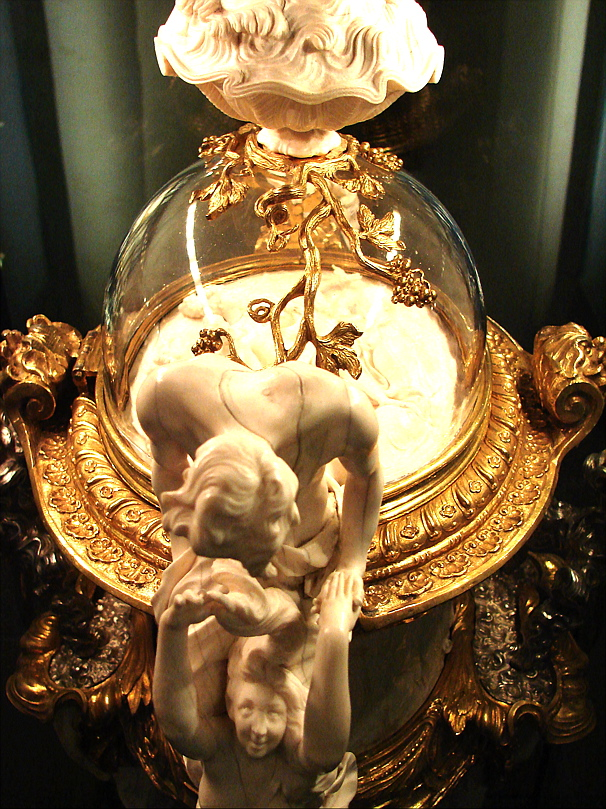
Detalj av «Vandet», praktvase i bronse, elfenben og sølv utført i årene 1708—1723, Rosenborg slott

Берг родился в Гудбраннсдалене. Его отец работал в компании Selsverket Kobberverk в Селе в графстве Оппланд, Норвегия. 
В 16 лет Магнус был слугой «священника-художника» Хеннинга Мунка из Вого. Позже он поступил на службу к Ульрику Фредерику Гюлленлёве, наместнику Норвегии, и тот обнаружив у крестьянского мальчика редкий талант к резьбе по дереву, отправил его в Данию. А король Кристиан V решил, что сможет сделать из Магеуса художника или, по крайней мере, искусного резчика, и поэтому отдал его на обучение придворному художнику Педеру Андерсену. У Петера Андерсена Магнус обучался с 1690 по 1694 год
В своей мастерской во Фредериксборге Бергу пришлось немало помучиться, поскольку Педер Андерсен был очень суровым и строгим учителем, и, как сообщалось, иногда он обращался со своим учеником жестоко.
Позже король оплатил четырехлетнюю учебную поездку Мгнуса в Италию и Париж. В 1698 году отозван из Парижа из-за слухов при дворе наследного принца, "что ничему не научился". После возвращения Магнуса в Данию король Кристиан V вернул свою благосклонность художнику и поручил создавать ряд работ для украшения замка в Амалиенборге. Но в 1699 году королём Дании стал Фредерик IV, что привело Магнуса к депрессии и религиозному кризису. Тем не менее, ему было разрешено выполнить пару потолочных росписей в новом замке Фредериксберг, прежде чем Фредерик IV в 1703 году назначил Магнуса учителем рисования для датской королевской семьи в Копенгагене
.
Берг не стал выдающимся художником, но стал искусным резчиком.
Берг был наиболее известен тем, что вырезал миниатюрные рельефы из слоновой кости. Большинство из них были приобретены датской королевской семьёй. Среди 42-х его работ, находящихся в замке Розенборг в Копенгагене, есть ваза «Ваннетский элемент». Он также представлен в Национальной галерее Норвегии и в музеях Гамбурга, Вены и Стокгольма.
Биография Берга была опубликована в Копенгагене в 1745 году.